# Lieder von Dzitbalché
Bei den Liedern von Dzitbalché, spanisch Cantares de Dzitbalché, handelt es sich um eine Sammlung von 15 Liedern respektive Gedichten, die während der Kolonialzeit in der Maya-Sprache Mayathan, jedoch mit lateinischer Schrift aufgezeichnet wurden.
Der Name begründet sich im Ort Dzitbalché, Municipio Calkiní, wo Ah Bam, einer der Dorfältesten, im 18. Jahrhundert das Material in einem Manuskript zusammengetragen hat. Die Texte selbst werden in die Postklassik der Maya-Kultur auf das Jahr 1440 datiert und sind sehr eng mit dem Mayafürstentum Ah Canul und den Chilam-Balam-Manuskripten verbunden. Inhaltlichen werden die Themen Kosmologie, Philosophie und Rituale ebenso wie die Liebe aufgegriffen. Das Manuskript wurde 1942 entdeckt und 1962 von Alfredo Barrera Vásquez in Mexiko als El libro de los cantares de Dzitbalché erstmals veröffentlicht.
Das Manuskript zählt neben sehr wenigen weiteren (Bspw: Popol Vuh oder Rab'inal Achí) zu den Maya-Texten, die einen Einblick gewähren in die Hochkultur der Maya der Postklassik vor der Conquista, und ist wie diese darüber hinaus auch ethnologisch und linguistisch von großem Wert für die einschlägige Forschung.